# Larisa Kiselyova
Larisa Kiselyova (em russo:  Лариса Евгеньевна Киселёва; 3 de novembro de 1970) é uma ex-handebolista russa, medalhista olímpica.
Larisa Kiselyova fez parte do elenco medalha de bronze, de Barcelona 1992.